# Fort Astoria

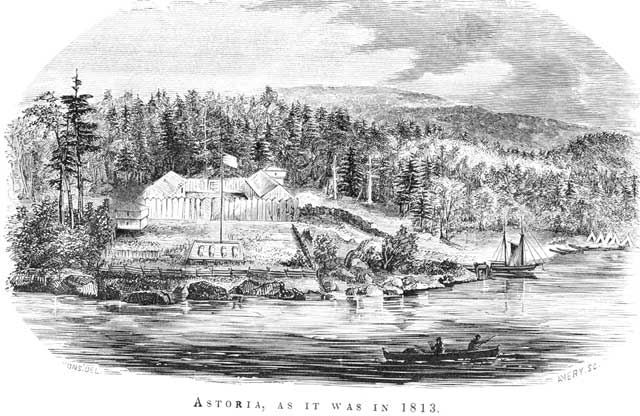
Fort Astoria (1813)

Fort Astoria (später Fort George genannt) war der wichtigste Pelzhandelsposten von Johann Jakob Astors Pacific Fur Company (PFC). 1962 wurde die „Fort Astoria Site“ in der heutigen Stadt Astoria (Oregon) in die Liste der National Historic Landmarks in Oregon aufgenommen.

## Geschichte
Der deutsche Auswanderer Johann Jakob Astor kam 1784 in New York City an. Ab 1785 beschäftigte er sich mit dem Pelzhandel, der von den britisch-kanadischen Unternehmen Hudson’s Bay Company (HBC) und North West Company (NWC) beherrscht wurde. Die beiden Unternehmen verschifften ihre Pelze nach London, von wo sie dann in andere Länder wie die Vereinigten Staaten exportiert wurden. In dieses Geschäft stieg Astor ein, kaufte jedes Jahr Felle in Montreal und ließ sie über London nach New York bringen. Astor wurde der bedeutendste Pelzhändler der USA.
1808 gründete Astor die American Fur Company (AFC), für die er eine Verbindung mit der Westküste der Vereinigten Staaten suchte. Zu diesem Zweck gründete er 1810 die Tochtergesellschaft Pacific Fur Company (PFC) und stattete eine Doppel-Expedition aus, die sowohl per Schiff um Kap Hoorn als auch über Land zum Columbia River vorstoßen sollte. Am 12. April 1811 gingen 33 Männer, darunter auch 11 Männer aus Hawaii, von Bord des Schiffes Tonquin und begannen, Fort Astoria an der Mündung des Columbia River aufzubauen. Dies war die erste amerikanische Siedlung an der Pazifikküste Nordamerikas. Die über Land reisende Expedition, bekannt als Astor Expedition, kam im Februar 1812 an.
Die PFC-Gruppe hatte mit etlichen Schwierigkeiten zu kämpfen. So mussten sie ständig Angriffe von Ureinwohnern befürchten, verloren das Schiff Tonquin in einer Auseinandersetzung mit dem Stamm der Tla-o-qui-aht, Männer kamen ums Leben oder desertierten. Der Britisch-Amerikanische Krieg von 1812 brachte weitere Spannungen mit sich. Am 1. Juli 1813 wurde vereinbart, alle PFC-Posten einschließlich Fort Astoria an die North West Company zu verkaufen. NWC-Mitarbeiter trafen am 7. Oktober ein, die PFC-Liquidation erfolgte am 23. Oktober 1813. Fort Astoria wurde wenig später zu Ehren des Britischen Königs Georg III. in Fort George umbenannt.
Fort George entwickelte sich bald zum Zentrum der NWC-Aktivitäten entlang des Columbia River. 1821 fusionierte die North West Company mit der Hudson’s Bay Company, die das Fort übernahm. Fort George diente bis 1825 weiterhin als wichtigster Umschlagplatz des Columbia Department. 1825 wurde das neu errichtete Fort Vancouver eingeweiht, das die zentrale Funktion von Fort George übernahm, dessen Personal abgezogen wurde.
Um US-amerikanischen Handelsschiffen entgegenzuwirken, ordnete die HBC 1829 die Wiederbesetzung von Fort George an. Der Stützpunkt wurde zum zentralen Standort im Wettbewerb zwischen britischen und amerikanischen Pelzhändlern. 1846 wurde der Posten im Rahmen des Oregon-Vertrags schließlich US-Territorium, und die HBC stellte ihre Aktivitäten in Fort George 1848 ein.
1962 wurde die „Fort Astoria Site“ in der heutigen Stadt Astoria (Oregon) in die Liste der National Historic Landmarks in Oregon aufgenommen und 1966 in das National Register of Historic Places.